# Teliko
Teliko (Teliko) est le 3e épisode de la saison 4 de la série télévisée X-Files. Dans cet épisode, Mulder et Scully enquêtent sur les morts inexpliqués de plusieurs Africains ou Afro-américains dont la peau s'est dépigmentée.

## Résumé
Dans les toilettes d'un avion, un Africain est attaqué par un albinos. Ce dernier sort des toilettes avec la peau noire alors que la victime est découverte à l'atterrissage, la peau totalement dépigmentée. Trois mois plus tard, Skinner informe Scully que quatre Afro-Américains ont disparu à Philadelphie et que le corps de l'un d'eux a été retrouvé, la peau dépigmentée. Les spécialistes pensent qu'il s'agit d'une maladie rare. Alors que Scully et l'agent Pendrell procèdent à l'autopsie de l'homme, Mulder penche pour une autre explication et demande l'aide de Marita Covarrubias, qui lui apprend l'incident de l'avion.

## Distribution
- David Duchovny : Fox Mulder
- Gillian Anderson : Dana Scully
- Mitch Pileggi : Walter Skinner
- Carl Lumbly : Marcus Duff
- Willie Amakye : Samuel Aboah
- Laurie Holden : Marita Covarrubias
- Brendan Beiser : l'agent Pendrell
- Zakes Mokae : Diabria

## Production
Le titre de l'épisode, Teliko, est le nom d'un esprit de l'air dans la mythologie bambara. La tagline habituelle du générique, The Truth Is Out There, est transformée pour l'épisode en Deceive, Inveigle, and Obfuscate (« Tromper, leurrer, et embrouiller »), une phrase répétée trois fois au cours de l'épisode. 

## Accueil

### Audiences
Lors de sa première diffusion aux États-Unis, l'épisode réalise un score de 11,3 sur l'échelle de Nielsen, avec 20 % de parts de marché, et est regardé par 18,01 millions de téléspectateurs.

### Critique
L'épisode obtient des critiques plutôt défavorables. Le site Le Monde des Avengers lui donne la note de 3/4. Zack Handlen, du site The A.V. Club, lui donne la note de B-.
Sarah Stegall, du site Munchkyn Zone, lui donne la note de 2/5. John Keegan, du site Critical Myth, lui donne la note de 4/10. Le magazine Entertainment Weekly lui donne la note de C-. Dans leur livre sur la série, Robert Shearman et Lars Pearson lui donnent la note de 2/5.